# 张氏旧居 (肥东县)
张氏旧居，又称张劲夫故居，是位于中国安徽省合肥市肥东县包公镇张西村的一个清代古建筑，2018年被合肥市人民政府公布为第六批合肥市文物保护单位。
张氏旧居是原中华人民共和国国务委员张劲夫的出生地与童年居所，建筑为江淮民居风格，占地面积170平方米，两进四开间，墙为青砖小瓦，屋顶飞檐，房屋前空地现为水泥材质，有一口水井。2012年入选第五批肥东县文物保护单位。